# ニコライ・ミフネヴィッチ

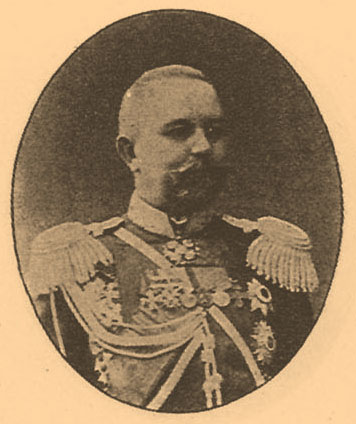
ニコライ・ミフネヴィッチ

ニコライ・ペトロヴィッチ・ミフネヴィッチ（ロシア語: Николай Петрович Михневич、1849年10月7日 - 1927年2月8日）は、ロシア帝国の軍人、歩兵大将。第一次世界大戦中、参謀総長を務める。

## 経歴
タンボフの貴族出身。

### 軍歴
- 1869年 - 第3アレクサンドル軍事学校を卒業し、近衛セミョーノフ連隊に配属
- 1877年～1878年 - 露土戦争に従軍
- 1882年 - ニコライ参謀本部アカデミー（ロシア語版、英語版）卒業
- 1890年12月 - 第1親衛騎兵師団参謀長
- 1892年6月 - ニコライ参謀本部アカデミーのロシア戦争術史講座の非常勤教授
- 1893年10月 - ニコライ参謀本部アカデミーの常勤教授
- 1904年4月 - ニコライ参謀本部アカデミー校長
- 1907年1月 - 第24歩兵師団長
- 1908年6月 - 第2親衛歩兵師団長
- 1910年4月 - 第5軍団長
- 1911年3月7日 - 参謀総長に任命され、第一次世界大戦の大部分の期間を同職で過ごした。

### ロシア革命
二月革命後、参謀総長を罷免され、1917年4月2日、病気のため退役した。十月革命後、労農赤軍に勤務し、1919年から1925年まで砲兵アカデミーの第1ペトログラード砲兵課程で講師を務めた。

## パーソナル
青年時代、絵画に熱中し、芸術アカデミーの銀メダルを受賞した。
戦略家としても著名で、「戦略」（Стратегия）（1899年～1901年）等の著作がある。